# Toledo (stad in Spanje)
Toledo is de hoofdstad van de gelijknamige provincie en de autonome regio Castilië-La Mancha in Spanje. De stad ligt aan een bocht van de rivier de Taag, hemelsbreed zo'n 70 km ten zuidwesten van de hoofdstad Madrid. De koninklijke stad heeft een rijke geschiedenis en cultuur, en staat dan ook op de Werelderfgoedlijst van de UNESCO.

## Geschiedenis

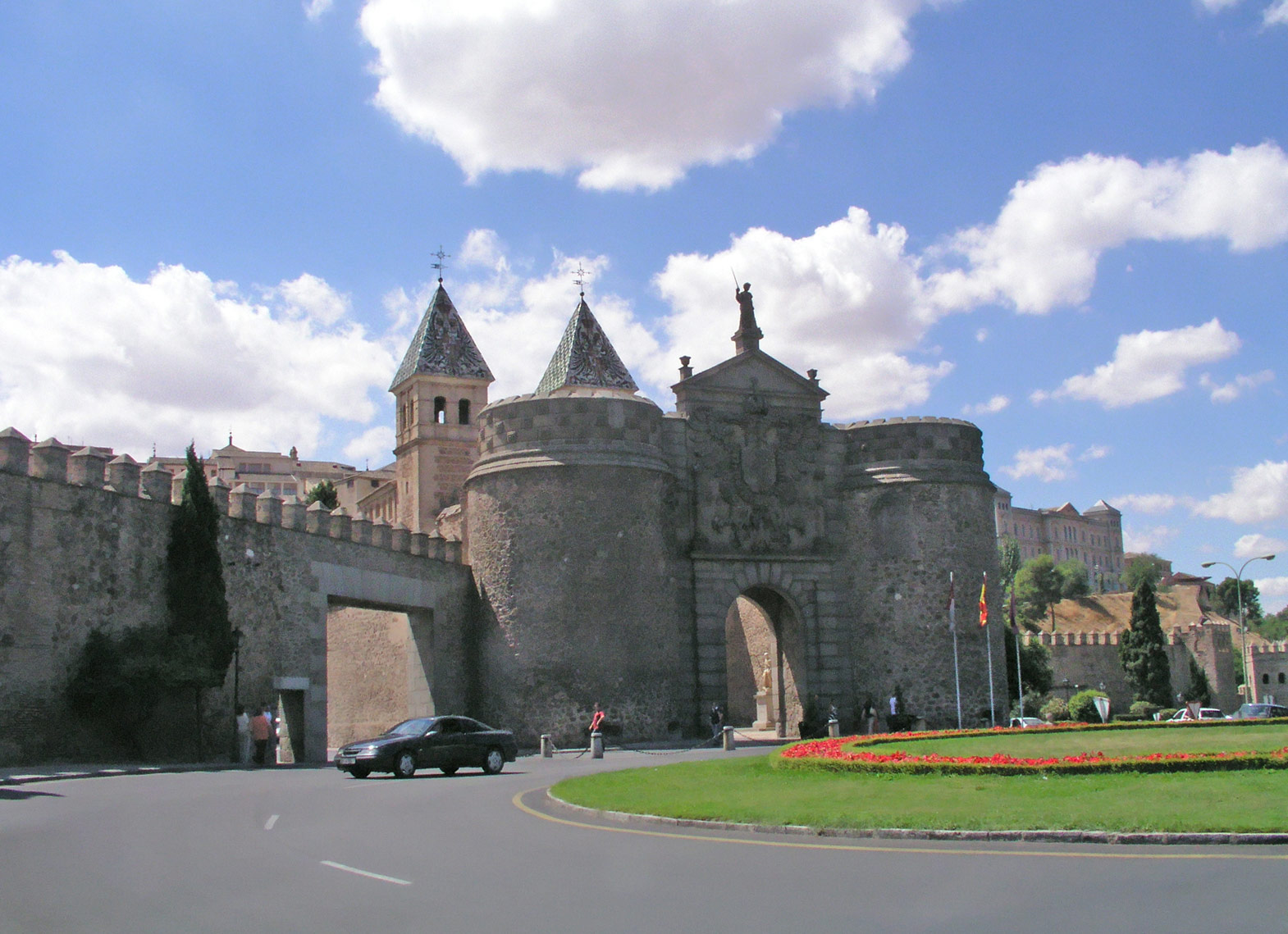
De stadspoort Puerto Bisagra

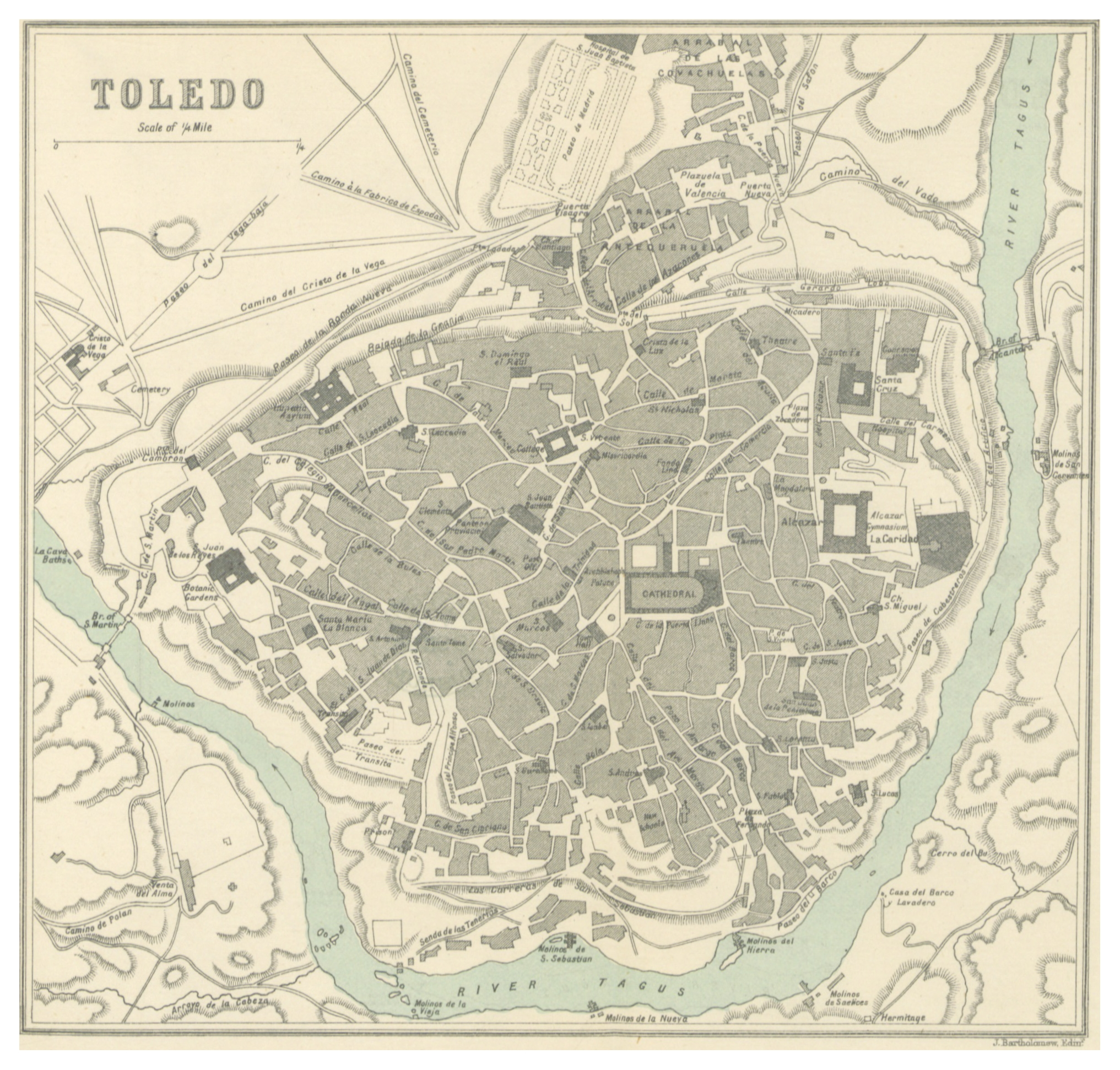
Kaart van Toledo (1895)

Toledo, een van de oudste steden van Spanje, was vroeger de hoofdstad van de Iberische Carpetani en werd in 192 v.Chr. door de Romeinen veroverd, die haar 'Toletum' noemden. Onder de Visigoten was de stad van 534 tot 712 opnieuw hoofdstad en werden er talrijke concilies gehouden. In de Moorse tijd (712-1085) heette de stad 'Tolaitola' en was tot 1035 de zetel van een emir onder het opperbevel van de kalief van Córdoba; daarna beleefde de stad als zelfstandig koninkrijk (taifa Toledo) een bloeitijd door de wapenfabricage, en de zijde- en wolindustrie.
Ook de wetenschap werd op hoog niveau beoefend. De christelijke bewoners, de Mozaraben (dat wil zeggen 'Arabische knechten' of 'onechte Arabieren') namen de Arabische taal over, die ook later nog lange tijd, naast het Spaans, bleef bestaan en pas in 1580 werd verboden.
In 1085 bezette de Castiliaanse koning Alfons VI de stad. In 1087 werd ze de residentie van de koningen van Castilië, tot en met Keizer Karel V en tevens het kerkelijk centrum van heel Spanje. De namen van de kardinalen en aartsbisschoppen Mendoza, Jiménez, Al Bornoz e.a. zijn verbonden met de belangrijkste gebeurtenissen van de Spaanse geschiedenis uit die tijd. Sinds de dertiende eeuw werd aan de machtige aartsbisschop van Toledo de titel "primaat van Spanje" toegekend. Dit is tot op heden het geval. Ook tijdens de moorse overheersing in Spanje bleef de metropoliet een invloedrijk persoon.
Hier begon in 1520 de volksopstand van de Comuneros. Toen Filips II de residentie naar Madrid verhuisde (van 1559-1561 resideerde hij echter weer in Toledo), verloor de stad haar politieke betekenis. In de Spaanse burgeroorlog werd Toledo beroemd door het beleg van het Alcázar.

## Bezienswaardigheden
- Het fort Alcázar van Toledo
- Kathedraal van Toledo
- Convento de San Antonio de Padua (klooster)
- Convento de Santa Úrsula (klooster)
- Convento De Santo Domingo El Antiguo (klooster)
- Hospital de Tavera (ziekenhuis)
- Iglesia de San Román (kerk)
- Iglesia de Santo Tomé (kerk)
- Mezquita de las Tornerías (moskee)
- Monasterio San Juan de los Reyes (klooster)
- Museo del Greco (museum)
- Museo Victorio Macho (museum)
- Museo-Hospital de Santa Cruz (museum)
- Museo Safardi (museum)
- Palacio de Galiana
- Sinagoga de Santa María la Blanca (synagoge)
- Sinagoga del Tránsito (synagoge)
- Taller del Moro (museum)

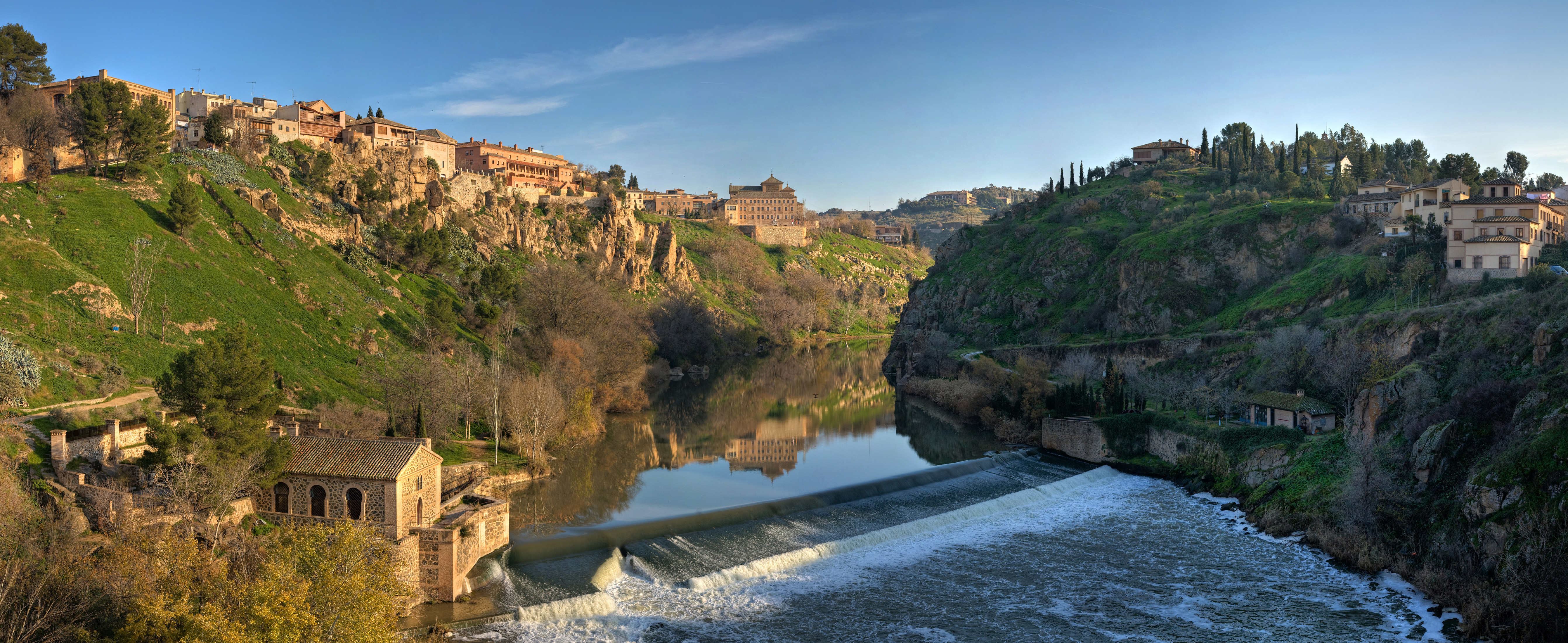
De rivier de Taag in Toledo
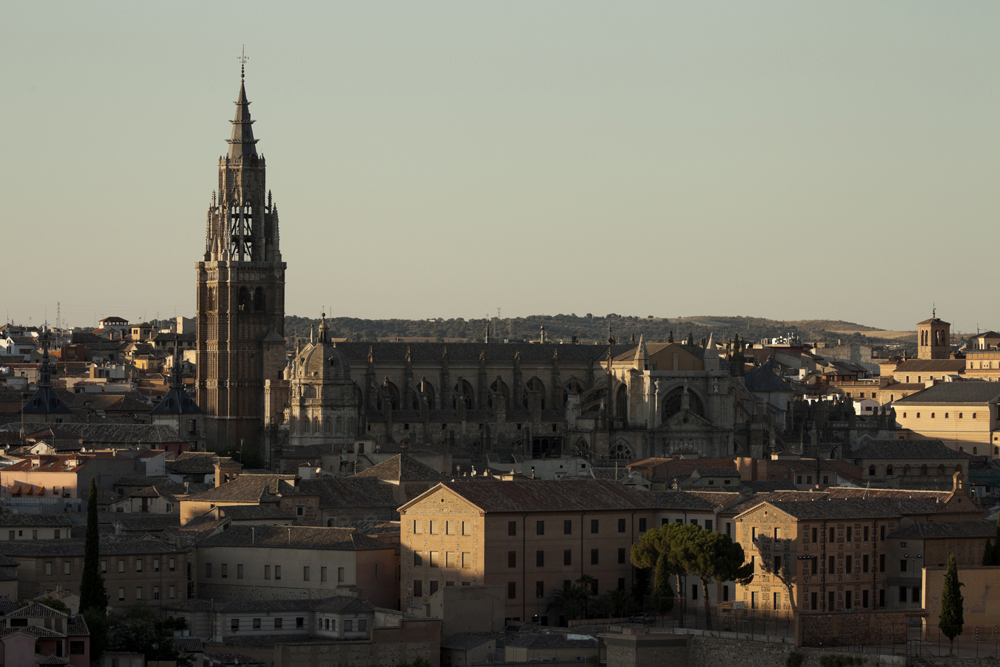
Kathedraal Santa María van Toledo

## Trein
Omstreeks 2005 is Toledo aangesloten op het Spaanse hogesnelheidsnet, door een aftakking van de HSL Madrid-Sevilla/Málaga. Toledo wordt alleen bediend door hogesnelheidstreinen. Mede vanwege de verplichte reservering van de HSL nemen veel reizigers de snelbus van/naar Madrid.

## Demografische ontwikkeling
Bron: INE; 1857-2011: volkstellingen

## Economie
De metaalverwerkende industrie is historisch gezien de economische basis van Toledo, met een grote traditie in de vervaardiging van zwaarden en messen en een aanzienlijke productie van scheermesjes, medische apparaten en elektrische producten. De zeep- en tandpasta-industrie, de meelfabrieken, de glas- en keramiekindustrie zijn ook belangrijk hier.

## Zustersteden
- Jeruzalem  Israël
- Konya  Turkije
- Aken  Duitsland
- Nara  Japan
- Havana  Cuba
- Toledo  Verenigde Staten
- Veliko Tarnovo  Bulgarije
- Poznań  Polen

## Geboren in Toledo (Castilië-La Mancha)
- Abd ar-Rahman II (792-852), emir van Cordoba
- Alfons X van Castilië (1221-1284), koning van Castilië
- Johanna van Castilië (1479–1555), koningin van Castilië
- Garcilaso de la Vega (ca. 1503-1536), dichter
- Emilio Cebrián Ruiz (1900–1943), componist en dirigent
- Julio Rey (1972), atleet
- Feliciano López (1981), tennisser

## Trivia

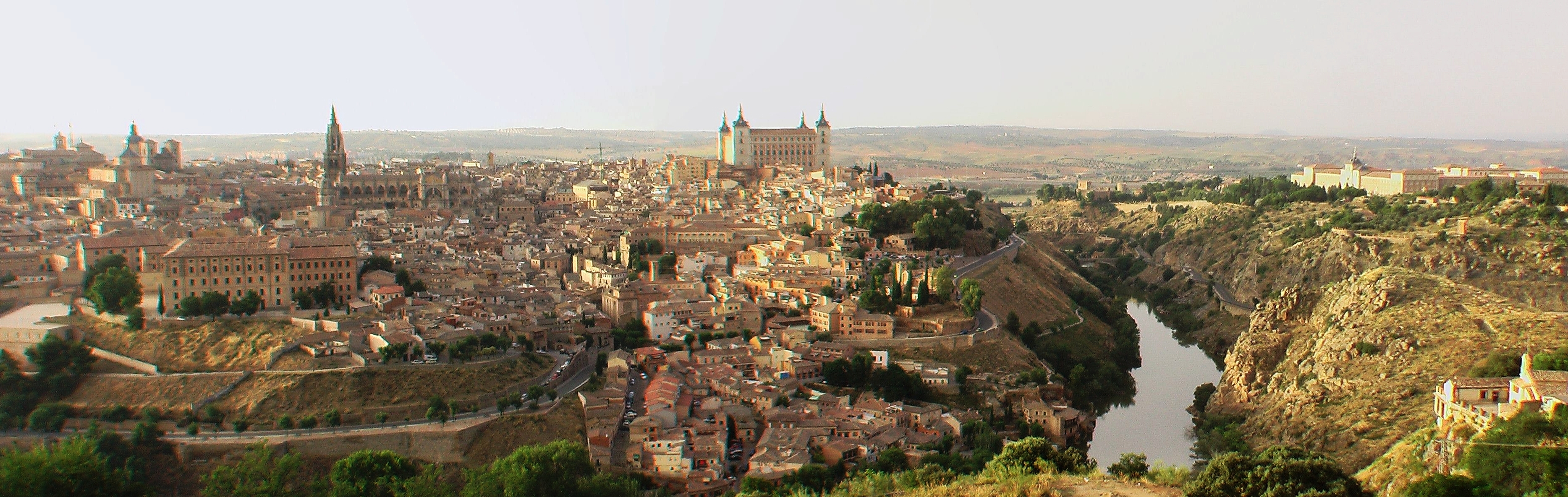
Toledo wordt ook wel eens het "Jeruzalem van het Westen" genoemd.